# Cyriaque Rivieyran
Cyriaque Rivieyran (* 17. April 1991 in Straßburg) ist ein französischer ehemaliger Fußballspieler.

## Karriere
Rivieyran spielte in der Jugend für Racing Straßburg und kam 2010 in die erste Mannschaft.
Sein Debüt gab er am 20. August 2010, als er in einem Spiel der Championnat de France National, gegen EA Guingamp, in der 89. Minute für Billy Ketkeophomphone eingewechselt wurde.